# Anni di pellegrinaggio
Anni di pellegrinaggio (Années de pèlerinage) è una serie di tre suites per piano solo composte da Franz Liszt. La maggior parte del materiale deriva da un lavoro precedente, Album d'un voyageur (1842), primo grande ciclo pianistico pubblicato dal compositore, che risale agli anni tra il 1835 e il 1838.
Anni di pellegrinaggio è ampiamente considerato un capolavoro, uno dei vertici nello stile musicale di Liszt. Il terzo volume è un notevole esempio del suo tardo stile: composto molto dopo i primi due volumi, contiene meno virtuosismi da concerto e più sperimentazione armonica.
Il titolo Années de pèlerinage è una citazione del romanzo di formazione di Goethe,  Gli anni di pellegrinaggio di Wilhelm Meister. Con questa scelta, Liszt situa idealmente il proprio lavoro nella letteratura romantica del suo tempo, premettendo a una parte dei pezzi un passaggio letterario tratto da scrittori come Friedrich Schiller e George Gordon Byron.

## Le Suites

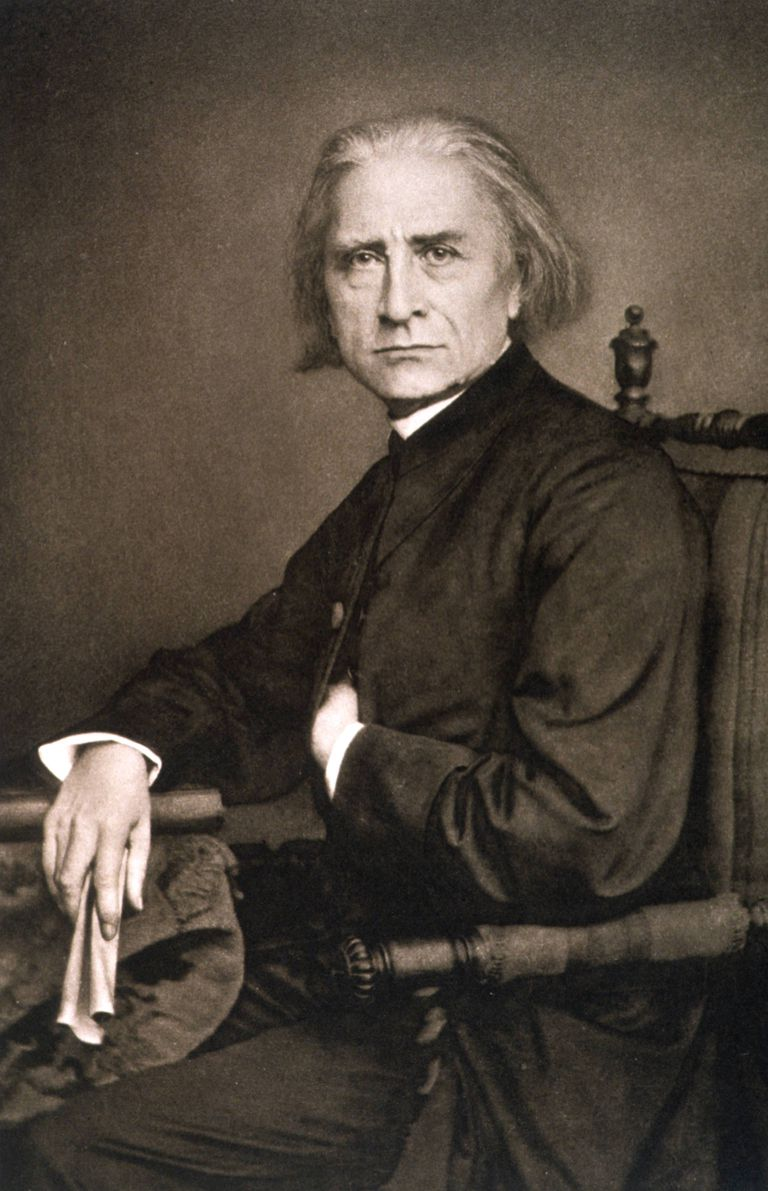
Franz Liszt, fotografia del giugno 1870

### Première année: Suisse
- (Primo anno: Svizzera), S.160, pubblicata nel 1855.

Composta tra il 1848 e il 1854, la maggior parte dei pezzi (1, 2, 3, 4, 6, 8 e 9) sono rivisitazioni di Album d'un voyageur: Part 1: Impressions et Poesies. Le revisioni sono minime nel caso dei brani n. 2 (Au lac de Wallenstadt) e n. 4 (Au bord d'une source), mentre il n. 1 (La Chapelle de Guillaume Tell, il n. 6 (Vallée d'Obermann) e specialmente il n. 9 (Les cloches de Genève) furono ampiamente riscritti.
Il n. 7 (Églogue) venne pubblicato separatamente, e il n. 5 (Orage) venne infatti incluso solo nella versione definitiva.
Chapelle de Guillaume Tell
(Cappella di Guglielmo Tell). Liszt sceglie un motto di Schiller per questo brano dedicato alla lotta svizzera per l'indipendenza: Tutti per uno – uno per tutti. Il brano è aperto da un Lento, seguito dal motivo dei combattenti per la libertà. Un corno chiama le truppe alla sollevazione, echeggia per le valli e si mescola con il suono dell'eroica lotta.
Au lac de Wallenstadt
(Al lago di Walenstadt) – Marie d'Agoult, l'amante di Liszt che al tempo lo accompagnava nei viaggi, ricorda nei suoi Mémoires il tempo passato presso il lago di Walenstadt:
L'ispirazione è da Childe Harold's Pilgrimage di Byron  (Canto 3 LXXXXV):
Pastorale
Au bord d'une source

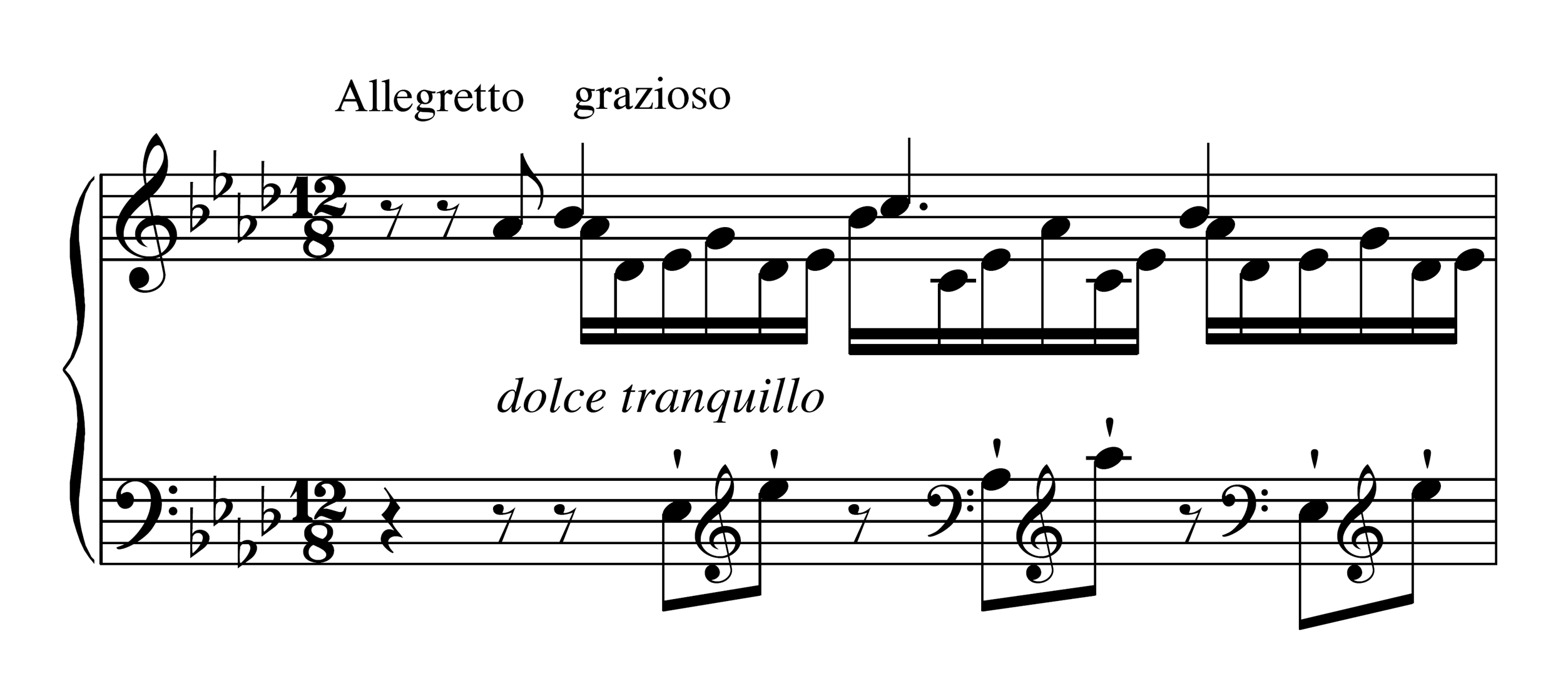
La prima battuta di Au Bord d'une Source

(Presso una sorgente) – L'ispirazione è Schiller:
(Friedrich Schiller, “Il fuggiasco”)
Orage
(Tempesta) - dal Childe Harold's (Canto 3 LXVIII – CV) di Byron:
Vallée d'Obermann
(Valle di Obermann) – Ispirazione è il romanzo omonimo di Étienne Pivert de Senancour ambientato in Svizzera, il cui protagonista è sopraffatto e confuso dalla natura, e soffre di desideri e nostalgie, per giungere alla conclusione che solo i sentimenti hanno valore di verità. La citazione comprende anche Byron, dal Childe Harold’s:
Eglogue
(Egloga)- dal Canto 3 XCVIII del Childe Harold:
Le mal du pays
(Nostalgia del paese natale)
Les cloches de GenèveNocturne
(Le campane di Ginevra: Notturno) – dal Childe Harold’s]:

### Deuxième année: Italie

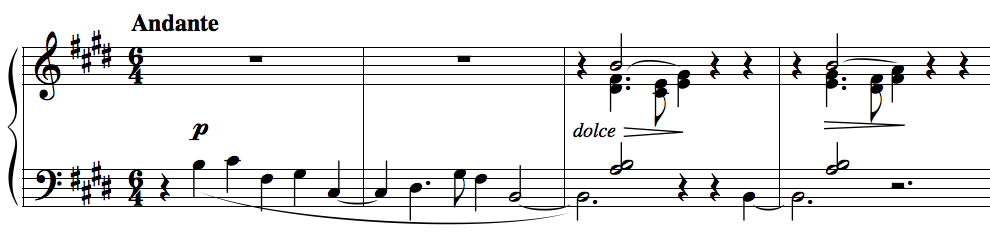
Sposalizio, Introduzione

- (Secondo anno: Italia), S.161, pubblicata nel 1858

La suite fu composta tra il 1837 e il 1849. I pezzi da 4 a 6 sono una riscrittura di Tre sonetti del Petrarca, composti tra il 1839 e il 1846 e pubblicati in quest'ultimo anno.
1. Sposalizio ispirato al dipinto di Raffaello Sposalizio della Vergine, che si trova a Milano nella Pinacoteca di Brera
2. Il penseroso ispirato alla statua di Lorenzo de' Medici duca d'Urbino detto Il pensieroso, scolpita da Michelangelo nelle Tombe Medicee presso la Basilica di San Lorenzo (Firenze).
3. Canzonetta del Salvator Rosa (in realtà la canzonetta Vado ben spesso cangiando loco è di Giovanni Bononcini[4])
4. Sonetto 47 del Petrarca (Benedetto sia 'l giorno, e 'l mese e l'anno)
5. Sonetto 104 del Petrarca (Pace non trovo, et non ò da far guerra)
6. Sonetto 123 del Petrarca (I' vidi in terra angelici costumi)
7. Après une lecture de Dante: Fantasia Quasi Sonata (ispirato alla Divina Commedia, attraverso la mediazione della poesia di Victor Hugo dall'omonimo titolo)

Venezia e Napoli
- Pubblicato nel 1861 come supplemento a Deuxième année, composto nel 1859 come parziale revisione del precedente, che porta lo stesso nome e risale al 1840 circa

1. Gondoliera – basato sulla canzone La biondina in gondoleta di Giovanni Battista Perucchini su testo di Anton Maria Lamberti.
2. Canzone – basato sulla "Canzone del Gondoliere" Nessun maggior dolore dall'Otello di Gioachino Rossini.
3. Tarantella – su temi di Guillaume-Louis Cottrau, (1797-1847).

### Troisième année
- (Terzo anno), S.163, pubblicato nel 1883.

I n. 1, 4 e 7 furono composti nel 1877; il n. 5 nel 1872; il n. 6 nel 1867.
1. Angélus! Prière aux anges gardiens (Angelus! Preghiera agli angeli custodi), dedicato a Daniela von Bülow, nipote di Liszt, primogenita di Hans von Bülow e Cosima Wagner. Il manoscritto riporta come strumento  "piano-melodium"[5]
2. Aux cyprès de la Villa d'Este I:  Thrénodie (Ai cipressi di Villa d'Este I: Trenodia) – Villa d’Este, a Tivoli, è famosa per le fontane.
3. Aux cyprès de la Villa d'Este II: Thrénodie
4. Les jeux d'eaux à la Villa d'Este (Giochi d'acqua a Villa d'Este) – Liszt scrisse a mano sulla partitura autografa:

  ("L'acqua che io gli darò diventerà in lui una sorgente d'acqua che zampilla per la vita eterna" dal Vangelo di Giovanni)
1. Lacrimæ rerum/En mode hongrois (Alla maniera ungherese) – dedicato a Hans von Bülow.
2. Marche funèbre, En mémoire de Maximilian I, Empereur du Mexique (Marcia funebre, in memoria di Massimiliano I del Messico)
3. Sursum corda

## Incisioni
| Anno             | Esecutore          | Esecuzione                                                             | Edizione e n. catalogo            |
| ---------------- | ------------------ | ---------------------------------------------------------------------- | --------------------------------- |
| 1928, 1937, 1928 | Claudio Arrau      | Completa                                                               |                                   |
| 1939             | Béla Bartók        | Sursum Corda (3e année)                                                |                                   |
| 1947             | Vladimir Horowitz  | Au bord d'une source (1ere année)                                      | RCA                               |
| 1947             | Dinu Lipatti       | Sonetto 104 del Petrarca (2e année)                                    | EMI CZS 767163 2                  |
| 1950             | Wilhelm Kempff     | 3 pezzi dalla 1ere année, 5 dalla 2e année, 1 pezzo dal Supplemento    | Decca                             |
| 1951             | Vladimir Horowitz  | Sonetto 104 del Petrarca (2e année)                                    | RCA                               |
| 1969             | Claudio Arrau      | Completa                                                               |                                   |
| 1973             | Jerome Rose        | Completa                                                               | VOX CD3X 3004                     |
| 1974             | Wilhelm Kempff     | 2e année: Italie (tranne la Dante Sonata) e Gondoliera dal Supplemento | Deutsche Grammophon               |
| 1975             | Vladimir Horowitz  | Au bord d'une source (1ere année)                                      | RCA Victor Red Seal 82876 50754 2 |
| 1977             | Lazar Berman       | Completa                                                               | Deutsche Grammophon DGG 4372062   |
| 1986             | Zoltán Kocsis      | 3e année: Italie                                                       | Philips Classics 462312-2         |
| 1986             | Alfred Brendel     | 1ere année: Suisse                                                     | Philips Classics 462312-2         |
| 1986             | Alfred Brendel     | 2e année: Italie                                                       | Philips Classics 462312-2         |
| 1986             | Tamás Vásáry       | 2e année: Italie                                                       | BBC music Magazine                |
| 1989, 1984, 1983 | Claudio Arrau      | Completa                                                               |                                   |
| 1989             | Jeffrey Swann      | Completa                                                               | Akademia                          |
| 1989             | Roberto Poli       | 2e année: Italie                                                       | OnClassical                       |
| 1991             | Louis Lortie       | 2e année: Italie                                                       | Chandos                           |
| 1992             | Jenő Jandó         | Années de Pèlerinage, Vol. 1                                           | Naxos Records 8.550548            |
| 1992             | Jenő Jandó         | Années de Pèlerinage, Vol. 2                                           | Naxos Records 8.550549            |
| 1992             | Jenő Jandó         | Années de Pèlerinage, Vol. 3                                           | Naxos Records 8.550550            |
| 1995, 1996, 1990 | Leslie Howard      | Completa                                                               | Hyperion Records                  |
| 2001             | Frederic Chiu      | Venezia e Napoli (2e année)                                            | Harmonia Mundi                    |
| 2001, 2003, 2005 | Ksenia Nosikova    | Completa                                                               | Centaur Records                   |
| 2003             | Aldo Ciccolini     | Completa                                                               | EMI Classics 5851772              |
| 2003             | Yoram Ish-Hurwitz  | 2e année: Italie                                                       | Turtle Records                    |
| 2004             | Yoram Ish-Hurwitz  | 1ere année: Suisse                                                     | Turtle Records                    |
| 2004             | Yoram Ish-Hurwitz  | 3e année                                                               | Turtle Records                    |
| 2005             | Stephen Hough      | 1ere année: Suisse                                                     | Hyperion Records                  |
| 2008             | Daniel Grimwood    | Completa                                                               | sfz music SFZM0208                |
| 2010             | Louis Lortie       | Completa                                                               | Chandos Records CHAN10662(2)      |
| 2011             | Alexander Krichel  | 2e année: Italie                                                       | Telos Music                       |
| 2011             | Bertrand Chamayou  | Completa                                                               | Naïve                             |
| 2011             | Enrico Pace        | 1e & 2e année                                                          | Piano Classics                    |
| 2012             | Costantino Catena. | Venezia e Napoli                                                       | Camerata Tokyo CMCD-15133-4.      |
| 2013             | Alexei Grynyuk     | Sonetti del Petrarca (2e année)                                        | Orchid Classics ORC100031         |
| 2016             | Benjamin Grosvenor | Venezia e Napoli (2e année)                                            | Decca                             |
| 2020             | Michele Campanella | Completa                                                               | Odradek Records                   |
| 2021             | Benjamin Grosvenor | "Sonetti del Petrarca" (2e année)                                      | Decca                             |

## Influsso culturale
Il romanzo L'incolore Tazaki Tsukuru e i suoi anni di pellegrinaggio dello scrittore giapponese Murakami Haruki, il cui titolo deriva dal ciclo di Liszt, è centrato su "Le Mal du pays".